# Holtág

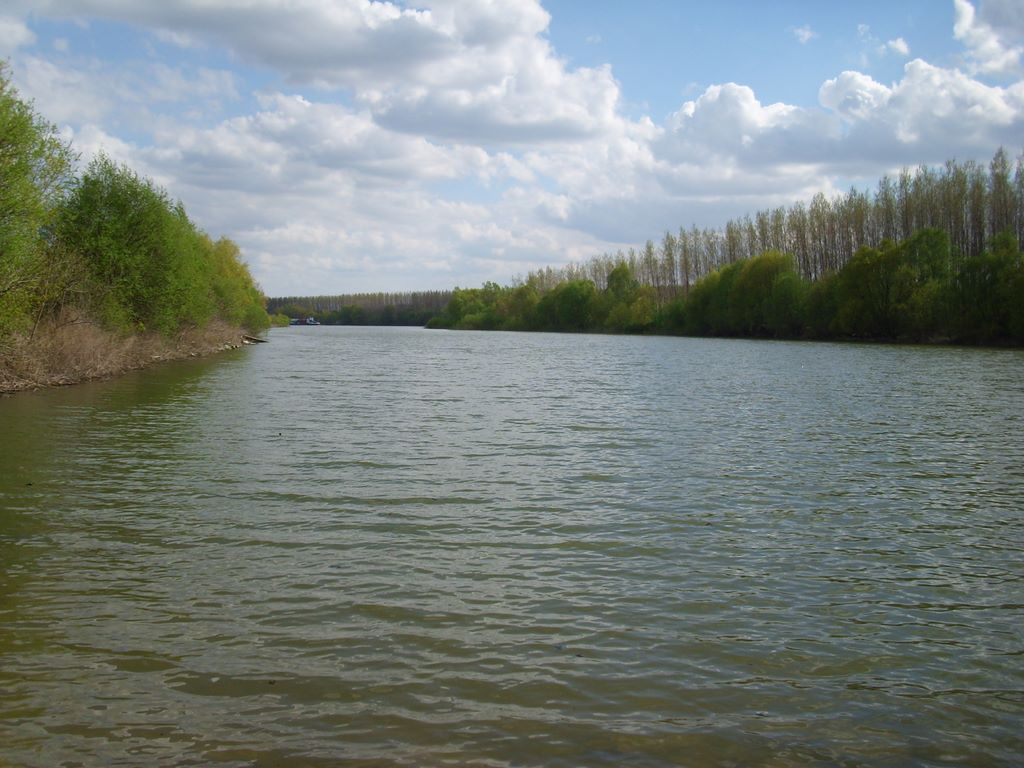
A Duna holtága Medvénél

A holtág a folyónak olyan, egykori ága, amely vagy természetes módon – azáltal, hogy a folyásirány megváltozása következtében a folyó az egyik, vagy mindkét végét beiszapolta –, vagy mesterségesen, folyószabályzás során végzett kanyarulat-levágással, részben vagy egészben elvesztette a kapcsolatát az élővízzel.
A folyóról nem régen leválasztódott (vagy leválasztott) holtágakban általában még van víz (illetve ha a holtág a hullámtérben marad, akkor áradások alkalmával pótlódhat is), de ennek folyása már nincsen, álló tavat képez. Lehet még víz azoknak a holtágaknak a medrében is, amelyek csak a felső végükön szakadtak el a folyótól, alsó végük még az élővízbe torkollik, sodrásuk, rendszeres vízutánpótlásuk azonban az ilyen öbölszerű holtágaknak sincs. Más, a folyótól régebben elszakadt, illetve a hullámtéren kívülre került holtágak nyílt vízfelülete idővel eltűnik, a holtág apránként feliszapolódik és benövényesedik, végül teljesen ki is száradhat.
A holtágak keletkezésének tehát két módja van: létrejöhetnek természetes lefűződéssel a folyóról, illetve mesterségesen, levágással.
Azokat a holtágakat, amelyek nyílt vízfelülettel is rendelkeznek, Magyarországon nevezik morotvának is.

## Állatvilág
A holtágak halban, hüllőkben, madarakban egyaránt gazdagok.

## Magyarországi folyók holtágai

### Duna

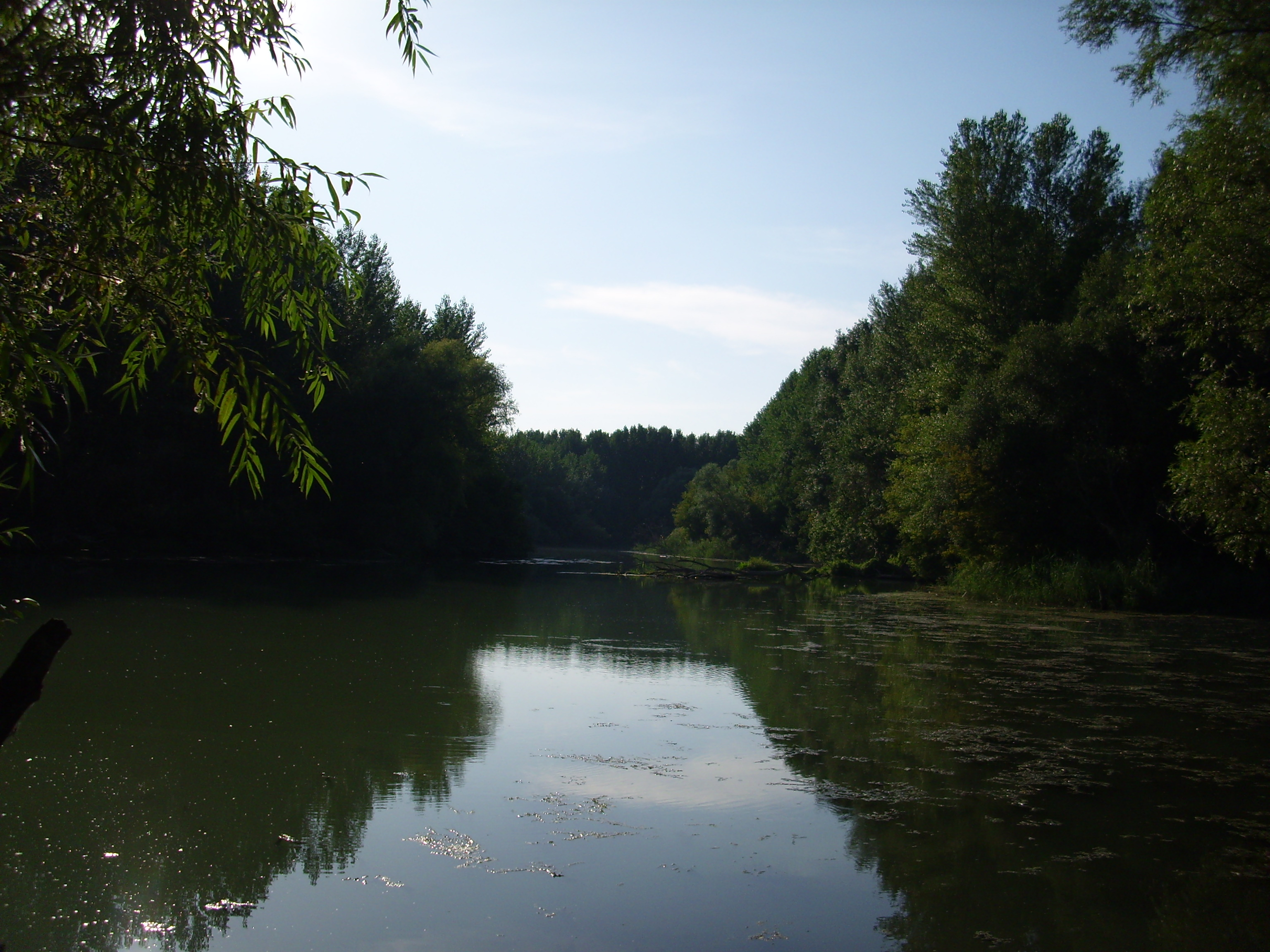
Szigetközi Duna-holtág Nagybodaknál

A Dunának kevés jelentős holtága van, ezek jobbára a Szigetközben és a Pakstól délre eső folyószakaszon találhatók, mint például a Bölcskei Duna-holtág, a Fadd–Dombori-holtágrendszer (Faddi-Duna) vagy a gemenci holtágak. Öböl jellegű holtág a budapesti Duna-szakasz déli részén található Hárosi-öböl.

### Tisza
A Tisza szinte egész magyarországi szakaszát terebélyes holtágak kísérik végig, a nagyobb vízfelületű holtágakat (pl. Fegyverneki Holt-Tisza, szajoli morotva) horgászati, sőt vízisport-célokra is hasznosítják, míg más, a városoktól távolabb fekvő holtágak, holtágrendszerek értékes, természetvédelmi oltalom alatt álló élőhelyek (pl. a Mártélyi Holt-Tisza, a Göbe-morotva a Tiszadorogmai Göbe-erdő Természetvédelmi Területen, illetve a Tiszadobi-ártér Természetvédelmi Terület vagy a Tiszatelek-Tiszaberceli Ártér Természetvédelmi Terület kisebb holtágai).

### Dráva
A Dráva magyarországi szakaszán több mint tucatnyi holtág, holtágrendszer található, ezek jó része a ramsari egyezmény hatálya alá tartozó, természetvédelmi oltalom alatt álló, értékes vizes élőhely. Az egyik legjelentősebb ezek közül a több mint tíz kilométeres együttes hosszúságú, az idők során négy, többé-kevésbé különálló tóra széttagolódott Cún–Szaporca-holtágrendszer. Természetvédelmileg és tájképileg jelentős a Mura torkolatvidékének holtágrendszere is.

### Egyéb magyarországi folyók
A kisebb hazai folyók holtágai általában csak térségi, vagy lokális, természetvédelmi illetve ökoturisztikai jelentőséggel bírnak. Talán legismertebb közülük a Szarvas-Békésszentandrási Holt-Körös, amely a Tisza vízrendszerében fellelhető legnagyobb ármentesített területi holtág: teljes hossza megközelíti a 30 kilométert, átlagos víztérfogata pedig 4,5 millió köbméter, amivel Magyarország ötödik legnagyobb állóvizének számít.